# Boston-Marathon 1947
| 51. Boston-Marathon    | 51. Boston-Marathon        |
| ---------------------- | -------------------------- |
| Stadt                  | Boston, Vereinigte Staaten |
| Datum                  | 19. April 1947             |
| Distanz                | 41,1 – 42,2 Kilometer      |
| Sieger                 |                            |
| Männer                 | Suh Yun-bok (2:25:39 h)    |
| ← Boston-Marathon 1946 | Boston-Marathon 1948 →     |
| Website                | Offizielle Website         |

Der Boston-Marathon 1947 war die 51. Ausgabe der jährlich stattfindenden Laufveranstaltung in Boston, Vereinigte Staaten. Der Marathon fand am 19. April 1947 statt. Die Laufdistanz betrug zwischen 41,1 und 42,2 Kilometer.
Es gewann Suh Yun-bok in 2:25:39 h.

## Ergebnis
| Platz | Athlet               | Land               | Zeit (h) |
| ----- | -------------------- | ------------------ | -------- |
| 01    | Suh Yun-bok          | Südkorea           | 2:25:39  |
| 02    | Mikko Hietanen       | Finnland           | 2:29:39  |
| 03    | Ted Vogel            | Vereinigte Staaten | 2:30:10  |
| 04    | Gérard Côté          | Kanada             | 2:32:11  |
| 05    | Albert Morton        | Kanada             | 2:33:08  |
| 06    | Athanasios Ragazos   | Griechenland       | 2:35:34  |
| 07    | Sevki Koru           | Türkei             | 2:37:50  |
| 08    | Emilio David Mazzeo  | Vereinigte Staaten | 2:38:03  |
| 09    | Väinö Muinonen       | Finnland           | 2:38:59  |
| 10    | Stylianos Kyriakides | Griechenland       | 2:39:13  |